# Маджид Маджиді
Маджид Маджиді (перс. مجید مجیدی; нар. 17 квітня 1959, Тегеран, Іран) — іранський сценарист, режисер, актор, лауреат багатьох міжнародних премій.

## Біографія
Маджид Маджиді народився в Тегерані, Іран в небагатій родині. Підлітком приєднався до аматорського театру, згодом вступив до Інституту драматичного мистецтва в Тегерані.

## Кар'єра
Маджид Маджиді знявся у кількох ранніх стрічках Мохсена Махмальбафа, перед тим як почати режисерувати та писати сценарії. Його художній фільм «Бадук» здобув кілька національних нагород, а також був представлений на «Двотижневику режисерів» у Каннах. Наступна стрічка, яка привернула міжнародну увагу, — «Батько». Драма про життя чотиранадцятирічного хлопчика здобула нагороди на кінофестивалях у Сан-Себастьяні, Сан-Паулу.
У 1997 вийшла стрічка Маджиді «Діти небес», яка стала першим іранським фільмом номінованим на «Оскар». Історія про брата та сестру, які змушені носити одну пару взуття на двох, знята дуже реалістично. Для цього режисер використовував приховані камери. Пригодницька драма «Колір раю» виборола головну нагороду Монреальського кінофестивалю «Великий приз Америк». Після стрічки «Дощ» режисер працює над документальним фільмом «Босоніж у Герат».
У стрічці 2005 «Верба» режисер повертається до теми сліпої людини, до цього героєм «Кольору раю» був незрячий хлопчик. На першому плані в фільмі — професор, який отримав можливість знову побачити світ. На створення фільму-епопеї «Магомет — посланець Бога» пішло сім років. Вона стала найдорожчою стрічкою в історії Ірану. Робота Маджиді стала першою частиною трилогії «Життя пророка Магомета» і розповідає про народження та дитячі роки пророка. Для зйомок було створено ціле кінематографічне містечко. Іран висунув кінокартину на премію «Оскар» у 2015. Міжнародна прем'єра відбулась на кінофестивалі в Монреалі 27 серпня 2015.

## Фільмографія
| Рік  | Назва                      | Оригінальна назва              | Примітки                     |
| ---- | -------------------------- | ------------------------------ | ---------------------------- |
| 1981 |                            | Towjeeh                        | актор                        |
| 1981 | «Вибух»                    | Enfejar                        | режисер                      |
| 1982 |                            | Marg Deegari                   | режисер                      |
| 1984 |                            | Hoodaj                         | режисер, сценарист           |
| 1984 | «Тікаючи від зла до Бога»  | Este'aze                       | актор                        |
| 1984 | «Два незрячих ока»         | Do Cheshman Beesu              | актор                        |
| 1985 | «Бойкот»                   | Baykot                         | актор                        |
| 1986 |                            | Teer baran                     | актор                        |
| 1987 |                            | Kased                          | актор                        |
| 1987 |                            | Dar jostejuye ghahraman        | актор                        |
| 1988 |                            | Ruz-e emtehan                  | режисер, сценарист, актор    |
| 1989 |                            | Yek rooz zendegi ba aseer      | режисер                      |
| 1990 |                            | Ta marz-e didar                | актор                        |
| 1992 | «Бадук»                    | Baduk                          | режисер, сценарист, актор    |
| 1993 | «Останнє поселення»        | Akhareen abadeh                | режисер, сценарист, актор    |
| 1995 | «Бог прийде»               | Khoda miad                     | режисер, сценарист           |
| 1996 | «Батько»                   | Pedar                          | режисер, сценарист           |
| 1997 | «Діти небес»               | Bacheha-Ye aseman              | режисер, сценарист           |
| 1999 | «Колір раю»                | Rang-e khoda                   | режисер, сценарист           |
| 1999 |                            | Gaz-e Mohajer                  | сценарист                    |
| 2001 | «Дощ»                      | Baran                          | режисер, сценарист, продюсер |
| 2003 | «Босоніж у Герат»          | Pa berahneh ta Herat           | режисер, сценарист, продюсер |
| 2003 | «Олімпіада в таборі»       | Olympik tu urdugah             | режисер, сценарист, продюсер |
| 2005 | «Верба»                    | Beed-e majnoon                 | режисер, сценарист, продюсер |
| 2008 | «Пісня горобців»           | Avaze gonjeshk-ha              | режисер, сценарист, продюсер |
| 2008 |                            | Najva Ashorai                  | режисер, сценарист           |
| 2015 | «Магомет — посланець Бога» | Muhammad: The Messenger of God | режисер, сценарист           |
| 2017 |                            | Beyond the Clouds              | режисер, сценарист           |